# Gordiejewka (obwód briański)
Gordiejewka (ros. Гордеевка) – wieś (ros. село, trb. sieło) w środkowej Rosji, centrum administracyjne rejonu gordiejewskiego w obwodzie briańskim.
W 2010 r. miejscowość zamieszkiwało 3109 osób.